# Patricia Janečková
Patricia Janečková, née le 18 juin 1998 à Münchberg (Bavière) et morte le 1er octobre 2023 à Ostrava (Moravie-Silésie), est une chanteuse d'opéra slovaque.

## Biographie
Patricia Janečková est née de parents slovaques le 18 juin 1998 à Münchberg (Bavière).

### Jeunesse
Patricia Janečková se consacre au chant depuis l'âge de quatre ans. Elle paraît la première fois sur scène au théâtre Antonín Dvořák d'Ostrava, où elle chante avec l'Orchestre philharmonique d'Ostrava. C'est également une excellente instrumentiste capable de réaliser ses propres accompagnements au piano.

### Carrière
Après avoir remporté au mois de décembre 2010 le prix tchéco-slovaque Talentmania (cs), organisé par les chaînes de télévision tchèque TV Nova et slovaque TV Markíza préparée par le compositeur, chef d'orchestre et producteur Oskar Rózsa (sk), Patricia Janečková accède à la notoriété après avoir remporté le premier prix de l'émission télévisée sur la chaîne de CNN. Un premier album qui porte son nom (ASIN B006E3JWYM) paraît dans la foulée.
Elle donne son premier concert solo à Bratislava lors du festival Viva Musica! 2011. Elle poursuit des études en chant lyrique au Conservatoire Janáček d'Ostrava (cs) et prend des cours sous la direction de la chanteuse tchèque Eva Dřízgová-Jirušová (cs).
En novembre 2014, elle remporte le 14e concours international de chant Concorso di Musica Sacra à Rome. Le concours s'adresse aux jeunes interprètes de musique sacrée âgés de moins de 36 ans. Elle est accompagnée notamment par la pianiste et pédagogue de Košice Júlia Grejtáková.

### Maladie et mort
En mars 2022, Patricia Janečková annonce sur internet avoir été diagnostiquée d'un cancer du sein qui l'oblige à annuler ses prochains concerts. L'annonce de sa maladie a été relayée par la presse internationale.
Elle décède de son cancer le 1er octobre 2023,, à Ostrava.

### Famille
Son père Martin Janeček est contrebassiste dans l'Orchestre philharmonique d'Ostrava. Patricia Janečková a une sœur aînée de trois ans.[réf. nécessaire]
Elle épouse l'acteur Vlastimil Burda en juin 2023.
Sa famille est installée à Ostrava (Tchéquie).